# Фрідріх Паульсен
Фрідріх Паульсен (нім. Friedrich Paulsen; 16 липня 1846, Лангенгорн — 14 серпня 1908, Штегліц) — німецький філософ і педагог.

## Життєпис
Народився в сім'ї дрібного фермера Пауля Фрекка Паульсена та його дружини Крістін, уродженої Кетельсен. З 5 до 13 років навчався у сільській школі. У 1859 році вступив до приватного училища, а у 1863 році — до гімназії Хрістіанеум в Альтоні. Того ж року почав вивчати теологію в університеті Ерлангена. Провчившись три семестри він перейшов до Берлінськогго університету імені Фрідріха Вільгельма, де вивчав філософію.
У 1871 році завершив навчання, успішно захистивши дисертацію під керівництвом Фрідріха Тренделенбурга на тему «Символи для систем історичної та критичної моральної філософії» (лат. «Symbolae ad systemata philosophiae moralis historicae et criticae»).
У 1875 році успішно захистив дисертацію на тему «Спроба подати історію розвитку теорії пізнання Канта» (нім. «Versuch einer Entwicklungsgeschichte der Kantischen Erkenntnisstheorie»).
У 1877 році Фрідріх Паульсен став першим професором у Німеччині, якому було довірено посаду викладача педагогіки, яка наступного року була розширена, включивши посаду доцента з філософії та педагогіки.
У 1892 році в Берліні вийшла друком книга «Введення в філософію», яка витримала понад 40 видань і була перекладена багатьма мовами.
У 1894 році Фрідріх Паульсен призначений ординарним професором філософії та освіти у Берлінському університеті.
Серед його учнів були: Йонас Кон, Курт Айснер, Фрідріх Вільгельм Фьорстер, Пауль Хіннеберг, Едмунд Гуссерль, Теодор Літт, Джордж Герберт Мід, Герман Ноль, Бертольд Отто, Альберт Швейцер, Едуард Шпрангер, Вільям Штерн, Джордж Сантаяна, Фердинанд Тенніс, Альфред Лотар Вегенер.

## Сім'я
У 1877 році у Берліні одружився з Емілією Ферхель (1846—1883), донькою геодезиста Йозефа Ферхеля (1795—1853). У шлюбі народилися дві доньки і два сини, один з яких — Рудольф — став професором філософії.
Після смерті дружини у 1883 році, у 1892 році одружився з її сестрою — Лаурою Ферхель (1851—1925), яка керувала його господарством після смерті своєї сестри. Від цього шлюбу дітей не було.